# Головін Анатолій Сергійович
Анато́лій Сергі́йович Голові́н (* 1 лютого 1952, Макіївка) — український юрист, колишній голова Конституційного Суду України (з 12 липня 2010 р. по 18 липня 2013 р.).

## З життєпису
Народився 1952 року в м. Макіївка на Донеччині в робітничій родині. Трудову діяльність розпочав електрослюсарем донецького заводу «Донбаскабель». Проходив строкову військову службу. Після закінчення у 1976 році Свердловського юридичного інституту працював стажистом слідчого, слідчим, старшим слідчим прокуратури Кіровського району м. Донецька, старшим слідчим прокуратури м. Донецька. Протягом 1979–2005 років — на службі в органах державної безпеки України: обіймав посади керівного складу слідчих та інших підрозділів, був заступником начальника Договірно-правового управління, першим заступником начальника, начальником слідчого управління СБУ. У 2003–2004 роках — заступник Генерального прокурора України — начальник Головного управління військових прокуратур (із залишенням на військовій службі). У серпні 2006 року Верховною Радою України призначений суддею Конституційного Суду України. Присягу склав 4 серпня 2006 року. На спеціальному пленарному засіданні Конституційного Суду України 10 вересня 2008 року обраний заступником Голови Конституційного Суду України.
На спеціальному пленарному засіданні Конституційного Суду України 12 липня 2010 року обраний Головою Конституційного Суду України.
Генерал-лейтенант юстиції запасу. Заслужений юрист України.
24 листопада 2010 року нагороджений нагрудним знаком «Почесний працівник прокуратури України» за тривалу роботу в органах прокуратури.